# Grzegorz Karch
Grzegorz Antoni Karch (ur. 14 marca 1969) – polski matematyk, zajmujący się równaniami różniczkowymi cząstkowymi i ich zastosowaniami.

## Życiorys
Studia na kierunku matematyka ukończył na Uniwersytecie Wrocławskim w 1993 roku. Na tym samym uniwersytecie uzyskał następnie stopień doktora (w 1995, pod kierunkiem Piotra Bilera) i doktora habilitowanego (w 2001). Tytuł profesora otrzymał w roku 2011.
Od roku 1993 pracuje na Uniwersytecie Wrocławskim,  gdzie wypromował 5 doktorów. Krótkookresowo zatrudniony był także dodatkowo na uczelniach francuskich i w Instytucie Matematycznym PAN.
Swoje prace publikował m.in. w „Journal of Differential Equations”, „Nonlinearity”, „Mathematische Annalen”, „Journal of Evolution Equations”, „SIAM Journal on Mathematical Analysis”, „Archive for Rational Mechanics and Analysis”, „Communications in Partial Differential Equations”, „Communications in Mathematical Physics”, „Communications on Pure and Applied Mathematics”, „Journal of Mathematical Biology”, „Journal of the London Mathematical Society” i „Transactions of the American Mathematical Society”. Jest redaktorem (Managing Editor) Colloquium Mathematicum. 
Otrzymał m.in. Nagrodę PTM dla młodych matematyków w roku 1996, Nagrodę im. Wacława Sierpińskiego Wydziału III Nauk Ścisłych i Nauk o Ziemi PAN za rok 2008 oraz Nagrodę Instytutu Matematycznego PAN za wybitne osiągnięcia naukowe w zakresie matematyki w roku 2013 za wybitne wyniki dotyczące istnienia i własności rozwiązań nieliniowych równań różniczkowych cząstkowych inspirowanych problemami fizycznymi, chemicznymi a także biologicznymi. 